# Sjraar Cuijpers
Gerard Hendrik Hubertus Cuijpers (Blerick, 24 mei 1902 - Sittard, 12 juni 1980), bekend als Sjraar Cuijpers, was een Nederlands architect.
Cuijperswerkte als tekenaar en architect bij Jules Kayser in Venlo. In 1928 verhuisde hij met zijn vrouw naar Sittard waar hij voor architectenbureau Ramakers ging werken. De economische crisis bracht het bureau in de problemen omdat het aantal opdrachten afnam. Hierdoor stapte Cuijpers in 1930 over naar de Gemeentewerken van Sittard. Hier ontwierp hij het zwembad dat in 1933 werd geopend.
Cuijpers' werk maakte deel uit van het architectuurevenement in de kunstwedstrijd op de Olympische Zomerspelen 1936.